# Noi due senza domani
Noi due senza domani (Le train) è un film del 1973 diretto da Pierre Granier-Deferre.
Il film è una coproduzione italo-francese il cui soggetto è tratto dal romanzo Il treno (Le Train) di Georges Simenon. Tutto il film è intramezzato da immagini di repertorio originali della seconda guerra mondiale.

## Trama
Seconda Guerra Mondiale. Nella Francia del maggio 1940, ai confini col Belgio, interi paesi si mobilitano per fuggire di fronte all'avanzata dell'esercito nazista. Tra le persone in fuga c'è Julien, un tecnico radio riformato per miopia, con la moglie e una bambina. Decidono di abbandonare la casa, portando con sé poche valigie. Giunti alla stazione, vengono avvertiti che uomini e donne viaggiano separati. Saliti sul treno, la moglie incinta, con una gravidanza difficile, è fatta accomodare con la figlia in prima classe, mentre lui deve accontentarsi di un posto in coda, sull'ultimo vagone merci.
Il treno, partito da Sedan e diretto verso ovest, tra inconvenienti di tutti i tipi, raccoglie ovunque persone in fuga. Tra queste, Anna, giovane e sola che finisce nel vagone con Julien. Lui dapprima è colpito dalla bellezza di lei, poi all'attrazione si somma la curiosità, per una donna sola, discreta e silenziosa, che ha anche bisogno di protezione tra persone rozze e sbandati, dei quali il treno è pieno. Lei è un'ebrea tedesca e come tale perseguitata; non ha più notizie del marito deportato da ormai due anni ed è cosciente che dai campi di concentramento non se ne esce vivi.
Quando il treno si divide in due, l'uomo viene separato dalla moglie, circostanza che favorisce la già forte unione sentimentale che è nata con l'occasionale compagna di viaggio. Tra pericoli e contrattempi che prolungano la forzata convivenza, si scatena così nei due una grandissima passione.
Arrivati a La Rochelle il viaggio è finito, e mentre i tedeschi si insediano anche lì, Julien aiuta Anna facendola passare per sua moglie. Subito dopo scopre che la sua vera moglie è in città, in ospedale, dove ha appena partorito, e si precipita a trovarla. Anna, così come era apparsa nella sua vita, scompare.
Tre anni più tardi Julien conduce una vita serena con la sua famiglia, quando viene chiamato dalla polizia tedesca. Interrogato, gli viene chiesto di riconoscere la foto di una donna ebrea componente della resistenza e che ha da tempo assunto le generalità di sua moglie. Ovviamente si tratta di Anna e Julien nega di averla mai vista, salvaguardandosi da ogni possibile complicità. Quando poi viene chiamato a confrontarsi di persona con Anna, fingere indifferenza non è cosa facile. L'uomo nega di nuovo, ma quando è già sulla porta torna indietro e, dando una carezza ad Anna, compromette irrimediabilmente la sua posizione nei confronti del regime d'occupazione.